# Umbó
Un umbó és un terme que prové del llatí umbo -nis i que fa referència al cap d'un escut. És una peça, normalment feta de metall, que es col·loca en la part central externa dels escuts, per a donar un caràcter ofensiu a aquesta arma creada a la primeria amb finalitats defensives.

Fou utilitzada en l'antiga Grècia, en els escuts de la infanteria hoplita. Va ser també adoptada per les legions romanes, que tustaven amb els seus umbons com a manera d'obrir-se camí per a poder atacar amb l'espasa o gladius.

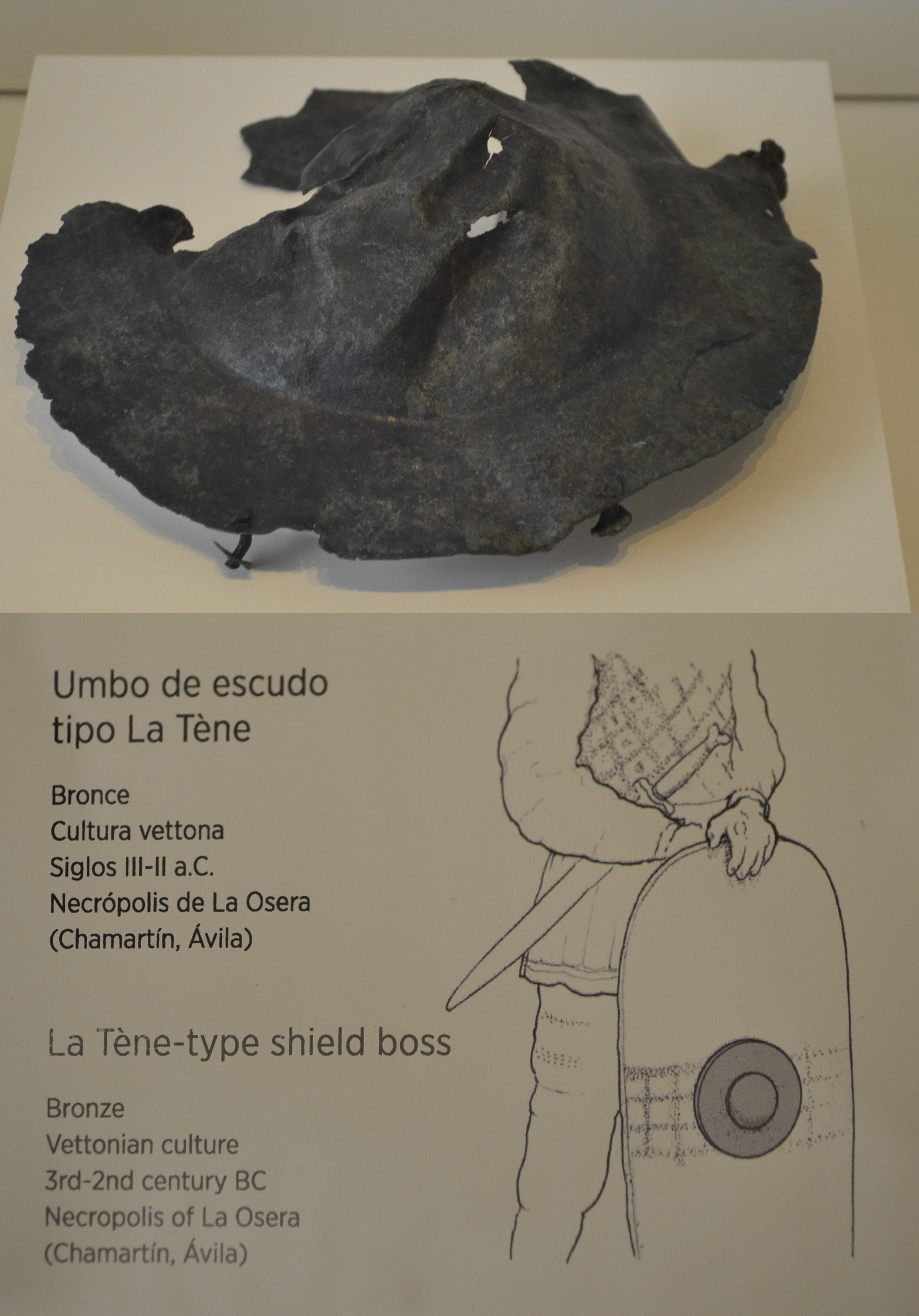
Umbó d'escut vetó (segles III-II a. C.).
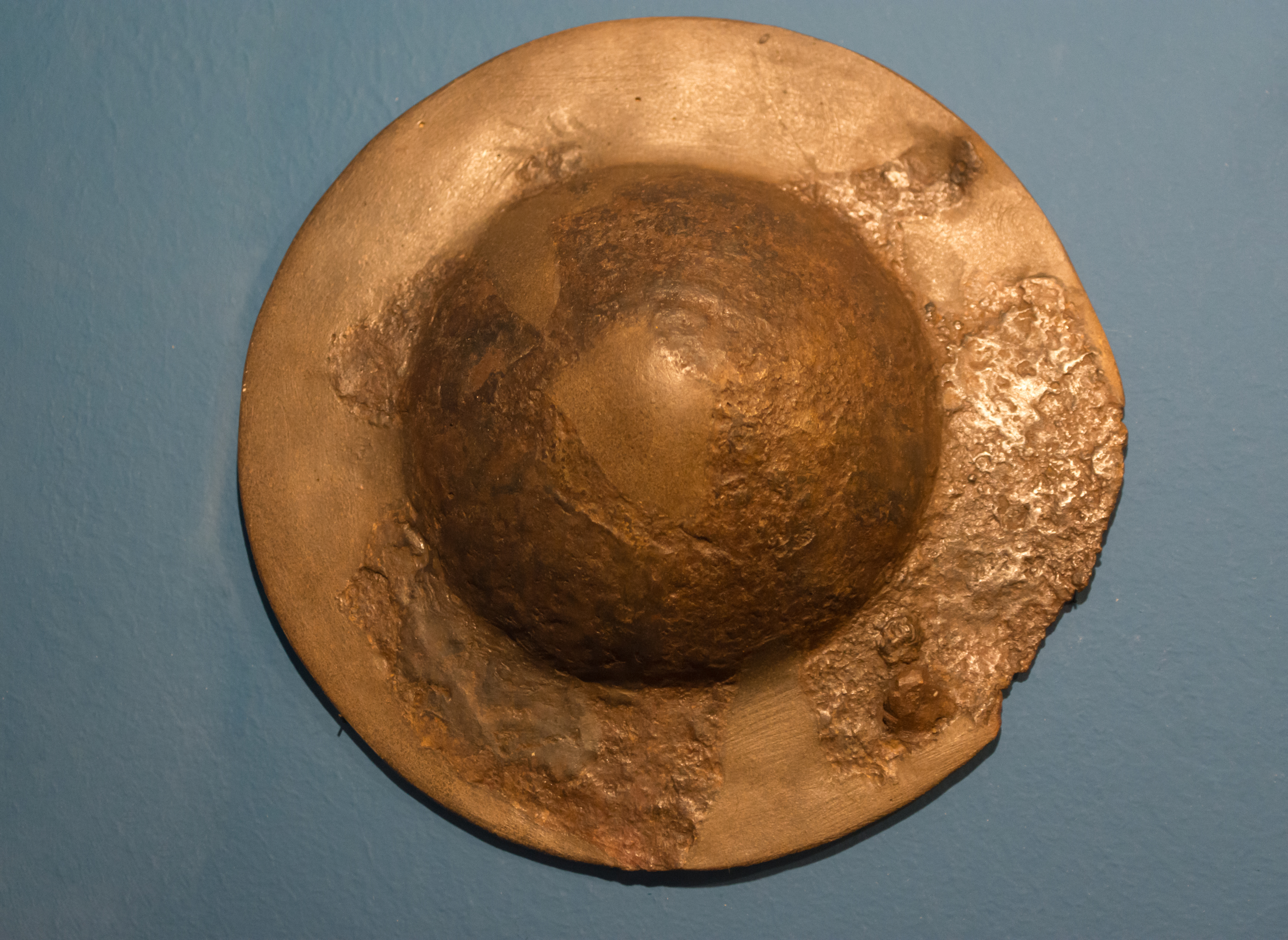
Umbó d'escut iber.
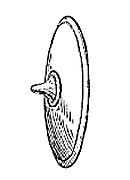
Escut amb umbó.
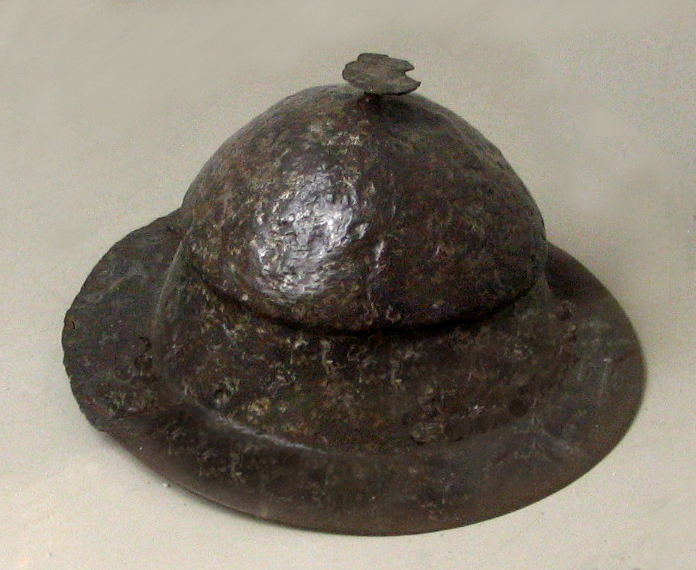
Umbó llombard.
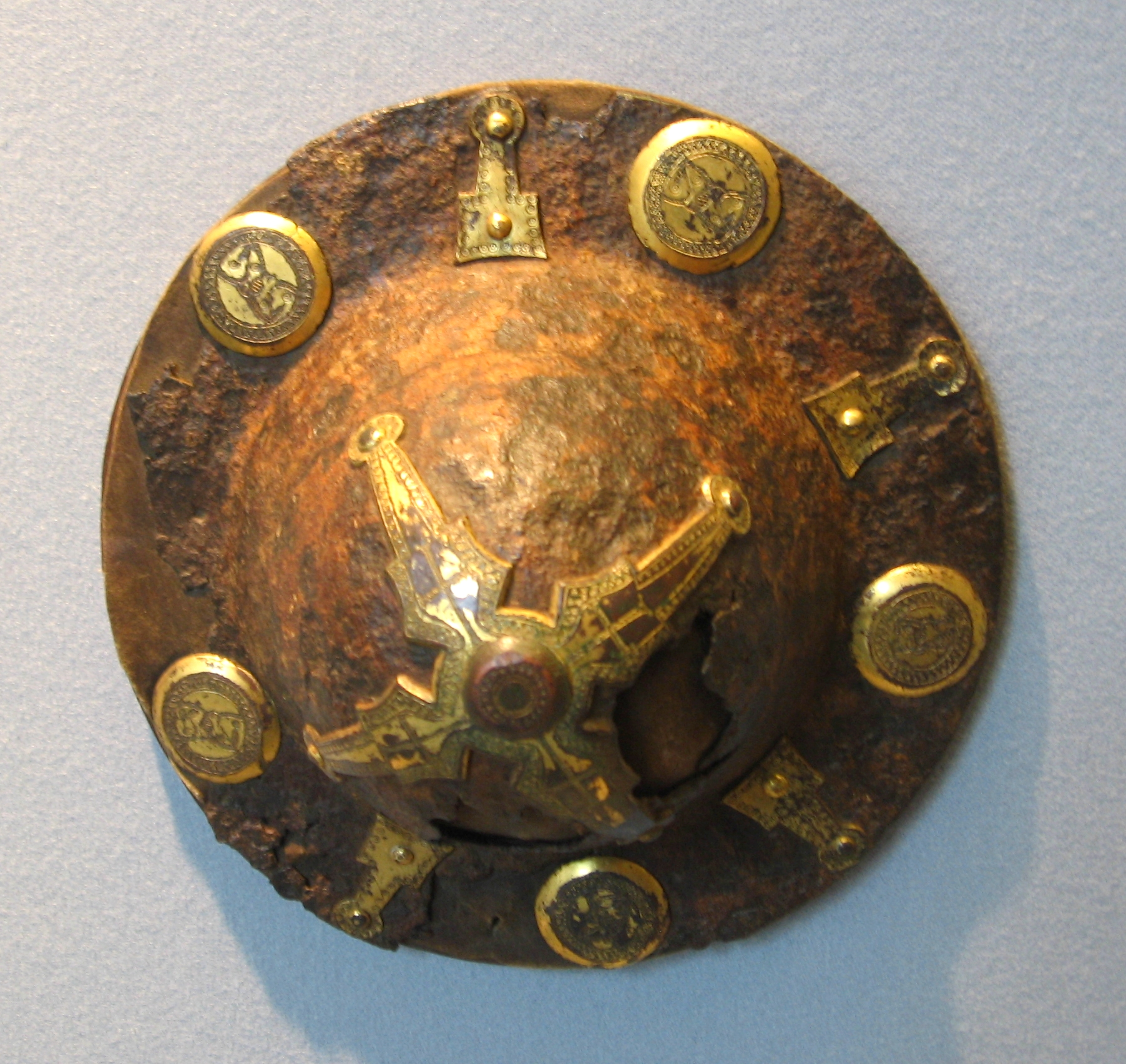
Umbó en un escut llombard del nord d'Itàlia, segle VII.
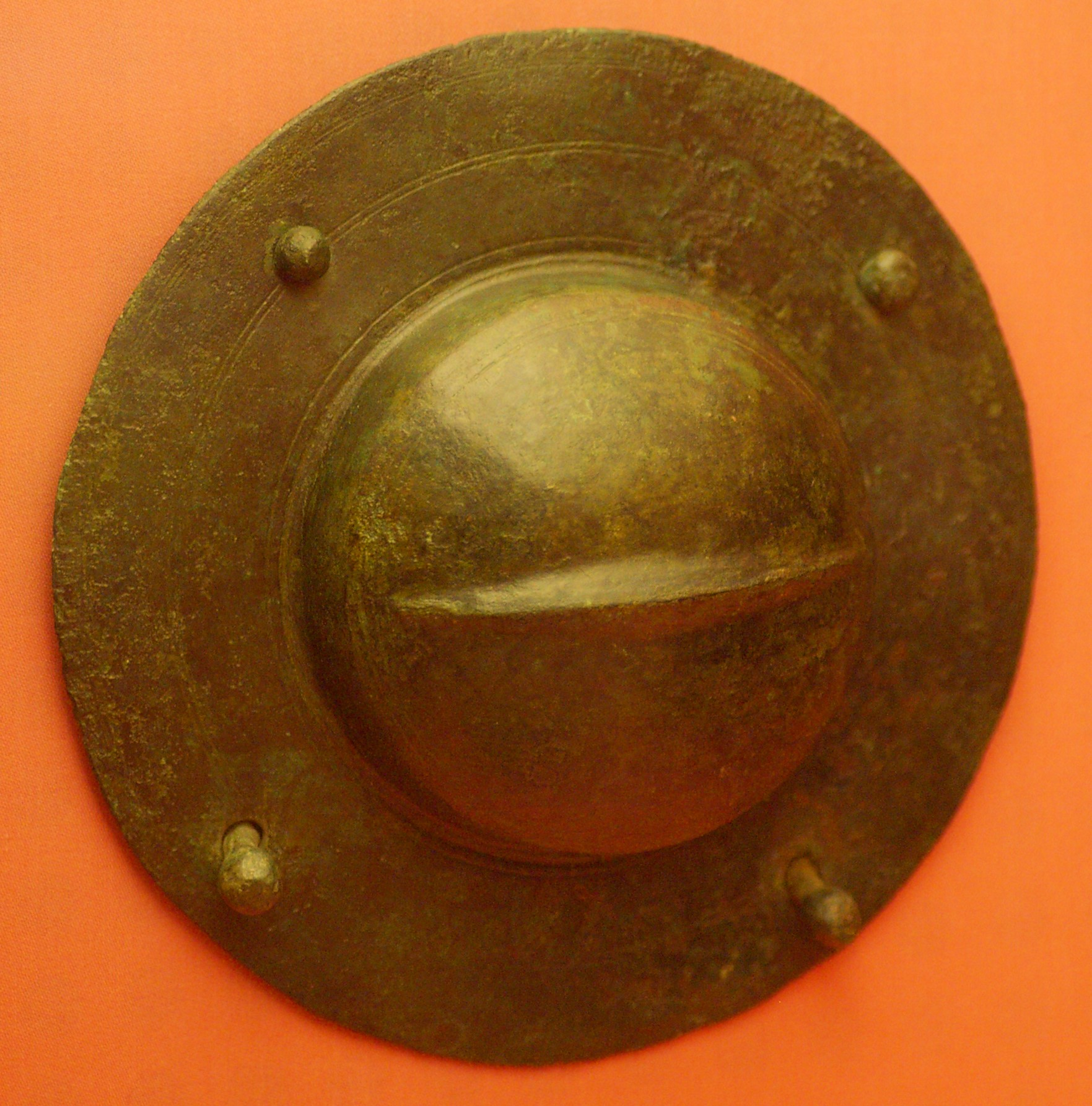
Umbó en escut romà.
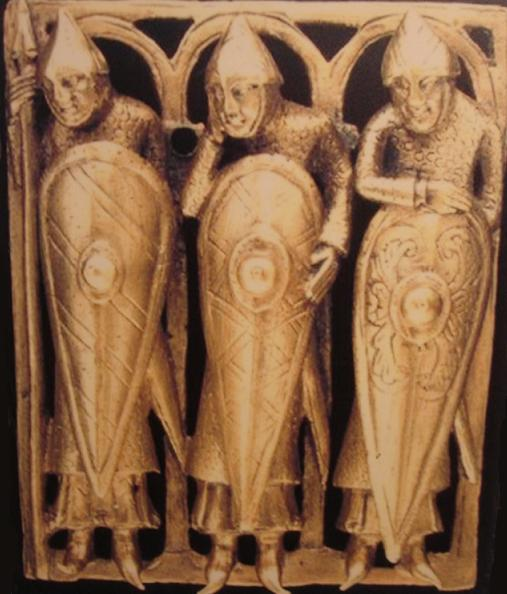
Normands amb umbons sobre els seus escuts. Tremp Pyx (Monstranz), Teil eines Reliquiars (datat entre 1140-1150), en la Burrell Collection, Glasgow.

L'ús del terme s'ha estés al camp de la micologia, on designa la prominència cònica o arredonida que apareix en el centre del barret d'alguns bolets.

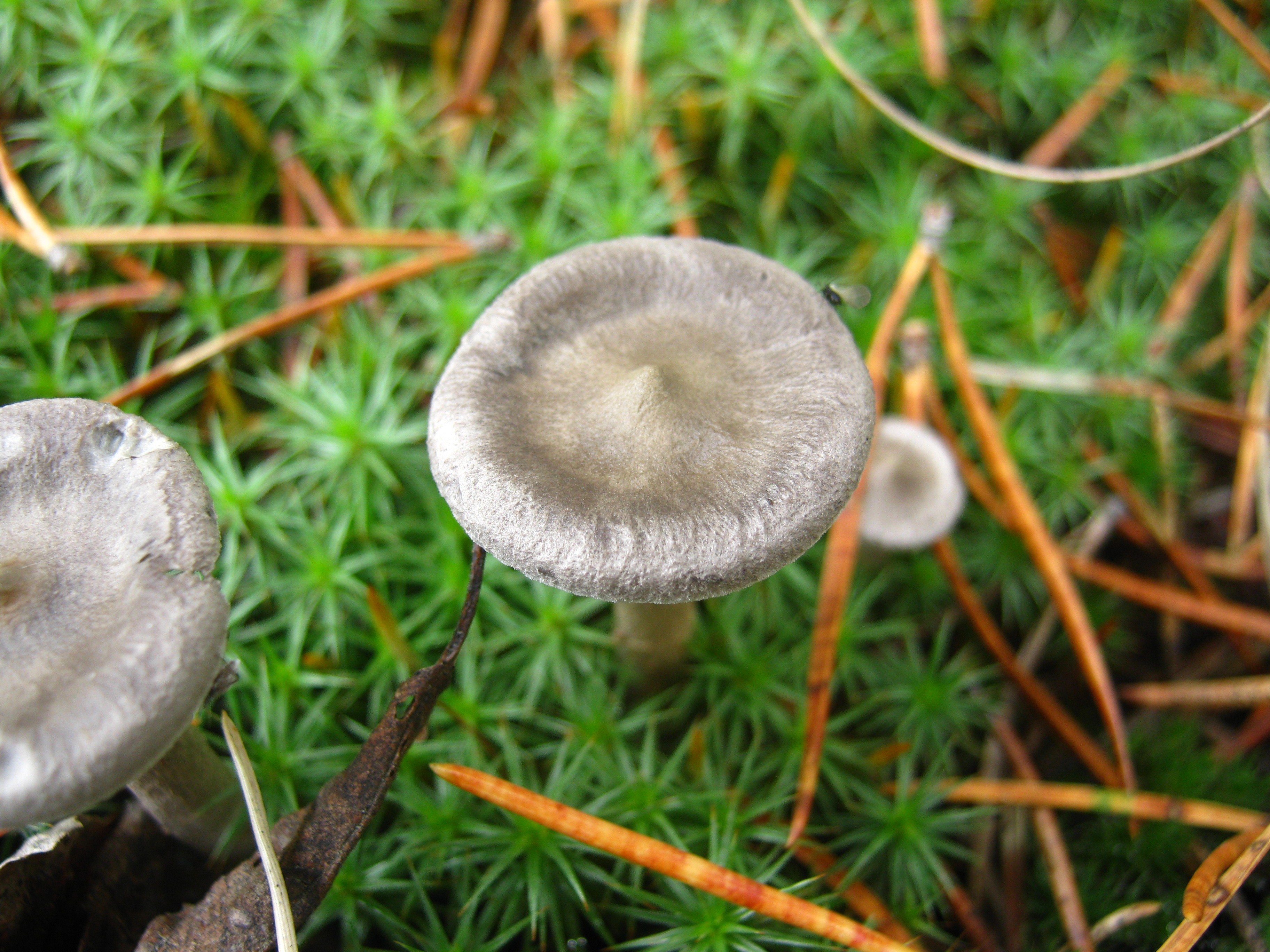
El bolet Cantharellula umbonata té un umbó.